# 下古館遺跡
座標: 北緯36度23分43.4秒 東経139度51分05.4秒 / 北緯36.395389度 東経139.851500度
下古館遺跡（しもふるだていせき）は、栃木県下野市にある旧石器時代・縄文時代・弥生時代・古墳時代・中世にかけての複合遺跡。特に中世の市場とみられる遺構群が検出されたことで知られる。

## 概要
1989年（平成元年）から1990年（平成2年）にかけての、自治医大地区開発に伴う発掘調査により発見された。
調査により、「うしみち」と呼ばれ、小山と宇都宮を結ぶ奥大道とみられる街道跡に沿って、東西480メートル・南北160メートル・幅4メートルの薬研堀に囲まれ、更に内部も堀によって仕切られた遺構が検出された。
その中からは、堂宇を含む宗教施設、祭祀施設、火葬墓などが検出され、更に掘立柱建物の遺構や各種の陶磁器・木製品・石製品・金属製品などが出土し、中世の都市（市場）と宗教の関係を示す貴重な遺跡と評価された。